# Máza-Szászvár vasútállomás
Máza-Szászvár vasútállomás egy Baranya vármegyei vasútállomás, a MÁV üzemeltetésében.
Máza község különálló, északkeleti településrészének centrumában helyezkedik el, a történelmi faluközponttól mintegy másfél kilométerre északkeletre, a másik névadó helység, Szászvár központjától jó három kilométerre keletre. Szinte közvetlenül a 6534-es út mellett található, onnan egy egészen rövid bekötőút vezet az állomásig.

## Vasútvonalak
Az állomást az alábbi vasútvonalak érintik:
- Dombóvár–Bátaszék-vasútvonal

## Kapcsolódó állomások
A vasútállomáshoz az alábbi állomások vannak a legközelebb:
- Szászvár megállóhely (Dombóvár–Bátaszék-vasútvonal)
- Váralja megállóhely (Dombóvár–Bátaszék-vasútvonal)

## Forgalom
| Járat        | Útvonal | Gyakoriság   |
| ------------ | --- | ------------ |
| személyvonat | Dombóvár – Csikóstőttős – Mágocs-Alsómocsolád – Szalatnak – Szászvár – Máza-Szászvár – Váralja – Nagymányok – Hidas-Bonyhád – Cikó – Mőcsény – Mórágy – Bátaszék – Alsónyék – Pörböly – Baja-Dunafürdő – Baja | Napi 5-6 pár |